# Biharszentelek
Biharszentelek (Sântelec), település Romániában, a Partiumban, Bihar megyében.

## Fekvése
Nagyváradtól délkeletre, a Király-erdő alatt, a Tasád-patak mellett, Alkér, Harangmező, Tasádfő és Rontó közt fekvő település.

## Története
Nevét 1435-ben említette először oklevél Zentelek néven.
1552-ben Zenthelek, 1599-ben Zenttelek, 1692-ben Zentelek, 1808-ban
Szentelek, Szintyelek, 1851-ben Szent-Elek, 1913-ban Biharszentelek néven írták.
1851-ben Fényes Elek írta a településről:
Szent-Elek, Bihar vármegyében, dombon, 450 óhitü lakossal, anyatemplommal. Birja a váradi deák káptalan.
A település földesura a nagyváradi 1. sz. káptalan volt még a 20. század elején is.
1910-ben 750 lakosából 13 magyar, 713 román volt. Ebből 741 ortodox volt.
A trianoni békeszerződés előtt Bihar vármegye Magyarcsékei járásához tartozott.

## Nevezetességek
- Görög keleti ortodox temploma